# Kuno von Northeim
Kuno von Northeim, auch Kuno von Beichlingen (* 1050/60; † 1103), Graf von Beichlingen, war der dritte Sohn des Grafen und Bayernherzogs Otto von Northeim aus dem Hause der Grafen von Northeim und dessen Gemahlin Richenza von Schwaben.
Kuno war 1075/76, nach der Niederschlagung des ersten Aufstandes seines Vaters gegen König Heinrich IV., Geisel bei Heinrich IV.
Um 1087 heiratete er die verwitwete Gräfin Kunigunde von Weimar-Orlamünde (* ca. 1055, † 1117), Tochter des Grafen von Weimar und Orlamünde und Markgrafen von Meißen, Otto I.  Kunigundes erster Mann, Fürst Jaropolk von Wladimir, war im November 1086 ermordet worden, und sie residierte seitdem auf Schloss Beichlingen bei Kölleda im Thüringer Becken.  Beichlingen war etwa im Jahre 1067 in den Besitz der Grafen von Weimar-Orlamünde gelangt, und über Ottos Witwe Adela von Brabant kam der Anspruch auf die Grafschaft Beichlingen offensichtlich auf beider Tochter Kunigunde.  Mit dieser Ehe erwarb Kuno Schloss und Grafschaft Beichlingen mit den dazugehörigen Besitz- und Vogteirechten.
Kuno unterstützte den Gegenkönig Hermann von Salm und Bischof Burchard II. von Halberstadt, einen seit 1073 unversöhnlichen Gegner Heinrichs IV.  Nach Burchards Ermordung 1088 kehrte er jedoch ins kaiserliche Lager zurück. Kunigunde und Kuno stifteten 1088/89 das Benediktinerkloster Kloster Oldisleben in Oldisleben an der Unstrut, allerdings auf Eigenbesitz von Kunigunde.
Kuno wurde im Jahre 1103 von zwei seiner Vasallen, den späteren Grafen Elger von Honstein-Ilfeld und Christian von Rothenburg,  ermordet.  Aus seiner Ehe mit Kunigunde sind vier Töchter beurkundet:
- Mathilde von Beichlingen; heiratete Heinrich I., Graf von Zütphen;
- Adele von Beichlingen, heiratete zunächst Dietrich III., Graf von Katlenburg, in zweiter Ehe Helferich, Graf von Plötzkau;
- Liutgard von Beichlingen, heiratete Wilhelm I., Graf von Luxemburg;
- Kunigunde von Beichlingen, heiratete in erster Ehe Wiprecht III., Graf von Groitzsch, in zweiter Ehe Diepold III., Markgraf von Vohburg.

Kunos Witwe Kunigunde heiratete 1110 in dritter Ehe Graf Wiprecht II. von Groitzsch, Markgraf der Ostmark. Die Feier wurde eine Doppelhochzeit, da Wiprechts Sohn Wiprecht III. gleichzeitig mit Kunos und Kunigundes Tochter Kunigunde von Beichlingen getraut wurde.